# 小行星4617
小行星4617（英語：4617 Zadunaisky）是一颗围绕太阳公转的小行星。1976年2月22日，菲利克斯·阿圭勒天文台在圣胡安省发现了此天体。
这颗小行星的绝对星等为273.0803671585177等。